# Иван Димитров (политик, р. 1973)
Иван Йорданов Димитров е български юрист и политик, народен представител от Демократична България.

## Биография
Роден е на 12 април 1973 година в град Разлог. По професия е адвокат.
На парламентарните избори в България през ноември 2021 година е избран за депутат с листата на Демократична България в 1 МИР Благоевград.